# Gilbert Ouy
Gilbert Ouy (Parigi, 20 marzo 1924 – Montmélian, 20 giugno 2011) è stato un medievista e bibliotecario francese.

## Biografia
Studiò presso l'École nationale des chartes, Gilbert Ouy conseguì il diploma da paleografo nel 1946 con una tesi intitolata Un commentateur des Sentences au XIVe siècle, Jean de Mirecourt.
Fu il primo custode nel dipartimento dei manoscritti della Biblioteca nazionale di Francia, poi, dal 1967, maestro di ricerca presso il CNRS dove finì la sua carriera come direttore della ricerca.
Il 19 gennaio 1985 conseguì il titolo di dottore di lettere.
Gilbert Ouy era anche dottore honoris causa nell'Università di Torino.

## Opere
Le sue opere scientifiche si basavano sulla vita dei francesi nel tardo Medioevo, soprattutto per quanto riguarda le relazioni franco-italiane. Fu anche un grande conoscitore di manoscritti del tempo e lavorò con successo nella ricostruzione di importanti biblioteche.